# 黒澤あらら
黒澤 あらら（くろさわ あらら）は、日本のAV監督である。

## 人物・エピソード
ワープエンタテインメント退社後、エッジの設立に関わる。主にMOODYZやアイデアポケットなどのCAでの撮影が多い。
2003年には、V&Rプランニングのインジャン古河監督とザーメン作品対決を行っている。
2013年2月、逝去したとの噂が業界関係者から出ていたが、詳細は不明である。4月、監督作品数300作を達成するも、5月13日発売作でリリースが停止している。

## 作品

### ワープエンタテインメント
2001年
- 黒澤あらら式ドリームシャワー かとりこのみ（7月6日）
- ごまみるく 後藤まみ 浅倉みるく（11月21日）
- ビップシャワー2 光月夜也 藤森加奈子 井上千尋（12月7日）
- ドリームシャワー 杉浦あみ（2002年4月17日）

### ムーディーズ

#### 2002年
- ドリームウーマン DREAM WOMAN VOL.1 小泉麻由（1月）
- ドリームウーマン DREAM WOMAN VOL.2 岡田りな（2月15日）
- スペレズ娘。泉星香 澤宮有希 百華 京野真里奈（3月15日）
- ドリームウーマン DREAM WOMAN VOL.3 後藤えり子（4月15日）
- ドリームウーマン DREAM WOMAN VOL.4 吉井愛美（4月15日）
- 「黒澤あらら的ザーメン調教」 近藤安代 小早川美晴（5月15日）
- ドリームウーマン DREAM WOMAN VOL.5 及川奈央（5月15日）
- デビューwithザーメン VOL.1 蒼吹雪（5月22日）
- ドリームウーマン DREAM WOMAN VOL.6 零忍（6月1日）
- ドリームウーマン DREAM WOMAN VOL.7 笠木忍（7月15日）
- ドリームウーマン DREAM WOMAN VOL.8 安来めぐ（8月1日）
- ドリームウーマン DREAM WOMAN VOL.9 瑞穂このみ（9月1日）
- ザーメン酔拳 一杯目 西村萌（10月1日）
- I LOVE SEMEN 可憐 藤谷牡丹（10月1日）
- ドリームウーマン DREAM WOMAN VOL.10 うさみ恭香（10月15日）
- ザーメン酔拳 二杯目 森町ここみ（11月15日）
- SEMEN ON THE BEACH 2 紋舞らん（12月15日）

#### 2003年
- ぶっかけバカ一代 黒沢あらら作品集（1月22日）
- ドリームウーマン DREAM WOMAN VOL.11 堤さやか（2月1日）
- ドリームウーマン DREAM WOMAN VOL.12 長谷川瞳（3月1日）
- ドリームウーマン DREAM WOMAN VOL.13 南波杏（4月1日）
- ドリームウーマン× ザーメン酔拳 DX 小泉キラリ 愛原莉央 仲真リカ（4月15日）
- ドリームウーマン DREAM WOMAN VOL.14 鈴木麻奈美（5月1日）
- 僕だけの服従ザーメン女教師 小泉キラリ（5月15日）
- ドリームウーマン DREAM WOMAN VOL.15 新山愛里（6月1日）
- ドリームウーマン DREAM WOMAN VOL.16 黒崎扇菜（7月1日）
- ドリームウーマン DREAM WOMAN VOL.17 沢口あすか（7月15日）
- 村上稜一+黒澤あらら ザーメン監督コラボレーション 素材は湯川えり 倉沢七海（8月1日）
- ドリームウーマン DREAM WOMAN VOL.18 水咲涼子（8月1日）
- 清水かおり引退記念作品 ラストラン（8月1日）
- ドリームウーマン DREAM WOMAN VOL.19 金沢文子（9月1日）
- 激闘!MOODYZ vs V＆R PLANNING[王道VS邪道ザーメン対決編] 早乙女麗子 野崎未来 秋山岬 成瀬明日香（9月15日）
- ドリームウーマン DREAM WOMAN VOL.20 白石ひより（10月1日）
- ドリームウーマン× ザーメン酔拳 DX 2 星野桃（11月1日）
- ドリームウーマン DREAM WOMAN VOL.22 京乃あづさ（11月15日）
- ドリームウーマン DREAM WOMAN VOL.23 三浦沙耶香（12月15日）

#### 2004年
- ドリームウーマン× ザーメン酔拳 DX 3 高瀬りな 平井まりあ（1月1日）
- ドリームウーマン DREAM WOMAN VOL.24 立河みゆ（1月15日）
- ドリームウーマン× ザーメン酔拳 DX 4 坂下麻衣（2月1日）
- 新人、ドリームウーマン 遥優衣（2月15日）
- ドリームウーマン DREAM WOMAN VOL.25 星ありす（3月1日）
- ドリームウーマン DREAM WOMAN VOL.26 ゆりあ（3月15日）
- ドリームウーマン DREAM WOMAN VOL.27 逢乃うさぎ（3月15日）
- ドリームウーマン DREAM WOMAN VOL.28 青木玲（4月1日）
- ドリームウーマン DREAM WOMAN VOL.29 香山聖（4月15日）
- ドリームウーマン DREAM WOMAN VOL.30 大空あすか（5月1日)
- ドリームウーマン DREAM WOMAN VOL.31 平井まりあ（5月1日）
- Wドリームウーマン 朝比奈ゆい すばる（5月15日）
- ドリームウーマン× ザーメン酔拳 DX 5 天野♥こころ（5月15日）
- ドリームウーマン DREAM WOMAN VOL.32 吉永ゆりあ（6月1日）
- ドリームウーマン DREAM WOMAN VOL.33 望月るあ（6月1日）
- ドリームウーマン DREAM WOMAN VOL.34 白石あや（6月15日）
- ドリームウーマン DREAM WOMAN VOL.35 森永のあ（6月15日）
- Wドリームウーマン 2 水咲ありみ 愛葉るび（7月1日）
- ドリームウーマン DREAM WOMAN VOL.36 水橋みく（8月1日）
- ドリームウーマン DREAM WOMAN VOL.37 灘ジュン（8月15日）
- ゴックン玩具 上原美紀（9月1日）
- ドリームウーマン DREAM WOMAN VOL.38 来生ひかり（10月1日）
- ドリームウーマン DREAM WOMAN VOL.39 唯川純（10月15日）
- ドリームウーマン DREAM WOMAN VOL.40 COCOLO（11月1日）
- ドリームウーマン DREAM WOMAN VOL.41 三津なつみ（11月15日）
- ドリームウーマン× ザーメン酔拳 DX 6 長谷川いずみ（12月15日）

#### 2005年
- ドリームウーマン DREAM WOMAN VOL.42 麻生まりも（1月15日）
- ドリームウーマン DREAM WOMAN VOL.43 斉藤ここみ（2月1日）
- ドリームウーマン× ザーメン酔拳 DX 7 黒沢愛（2月15日）
- ドリームウーマン DREAM WOMAN VOL.44 nana（3月1日）
- ドリームウーマン DREAM WOMAN VOL.45 藤崎楓（4月1日）
- ドリームウーマン DREAM WOMAN VOL.46 瀬戸準（4月15日）

#### 2006年
- ドリームアイドル 柚木あや（3月1日）
- ドリームアイドル02 美神ルナ（3月13日）
- ドリームアイドル03 一ノ瀬カレン（4月13日）
- ドリームウーマン60 宝乃ありか（5月1日）
- ドリームアイドル04 流海（5月13日）
- ドリームアイドル05 天乃みお（6月1日）
- ドリームアイドル06 当真ゆき（6月13日）
- 初ぶっかけ 峰なゆか（7月1日）
- ドリームアイドル07 花野真衣（黒木麻衣）（7月13日）
- ドリームアイドル08 南つかさ（8月1日）
- Gカップ現役タレント在籍ゴックン風俗店 香月藍（8月13日）
- ドリームアイドル09 華島彩（9月1日）
- ドリームアイドル10 川村カンナ（10月1日）
- ドリームアイドル11 さくら紗希（10月13日）
- ドリームアイドル13 恋野恋（11月13日）
- ドリームアイドル15 立花もえ（12月13日）

#### 2007年
- ドリームアイドル16 喜田嶋りお（1月13日）
- 爆乳ゴックンFUCK 北島玲（1月13日）
- ドリームアイドル17 佐藤ショコラ（2月1日）
- ドリームアイドル18 鈴木杏里（2月13日）
- ドリームアイドル19 桜井梨花（3月13日）
- 真性ぶっかけ 青木りん（5月13日）
- ドリームウーマン61 田中亜弥（11月1日）

#### 2008年
- 現役アナウンサー夢のSEX共演SPECIAL 田中亜弥 クリス小澤（3月1日）
- ドリームウーマン62 竹内あい（3月1日）
- ドリームウーマン63 大橋未久（4月13日）
- ドリームウーマン64 常盤りん（5月13日）
- ドリームウーマン65 鮎川なお（6月1日）
- ドリームウーマン66 青山菜々（7月1日）
- ドリームウーマン67 灘坂舞（9月13日）
- ドリームウーマン68 七瀬ジュリア（11月13日）
- ドリームウーマンDX 小澤マリア 鷹宮りょう 堀口奈津美（11月22日）
- 初ぶっかけ 櫻井ゆうこ（12月13日）

#### 2009年
- 痴女と精飲 鷹宮りょう（1月1日）
- ドリームウーマン69 浜崎りお（1月13日）
- 初ぶっかけ 友亜リノ（2月1日）
- ドリームウーマン70 白石さゆり（3月13日）
- ザーメン酔拳 桃瀬えみる（4月1日）
- 初ぶっかけ 小泉梨菜（4月13日）
- 愛しのザーメン 橘れもん（4月13日）
- ドリームウーマン71 小川あさ美（5月1日）
- 痴女と精飲 桜井エミリ（5月1日）
- ドリームウーマン72 春咲あずみ（6月13日）
- 愛しのザーメン あのあるる（6月13日）
- 淫らな美尻SPECIAL 小川あさ美（7月1日）
- ドリームウーマン73 花井メイサ（7月1日）
- 6本番 竹内あい（7月13日）
- ドリームウーマン74 水城奈緒（8月1日）
- ドリームイラマチオ 橘れもん（8月13日）
- クラスで一番精子が似合う大橋未久にぶっかける!（9月1日）
- ドリームウーマン75 あゆむ（10月13日）
- ゴックンアイドル 亜梨（12月1日）
- ドリームイラマチオ 西野翔（12月1日）

#### 2010年
- ザーメン病棟24時 成瀬心美 晶エリー 北条麻妃 つぼみ 早乙女ルイ（1月1日）
- 絶叫と笑顔の天使 坂下梢（1月13日）
- 初ぶっかけ 桃野なごみ（1月13日）
- 絶叫天使が声出せない! 坂下梢（2月13日）
- 初ぶっかけ初ごっくん 松すみれ（2月13日）
- 精飲M女 鈴木きあら（3月13日）
- 僕の妹はパイパン女子校生 亜梨（4月1日）
- 引退。 鮎川なお（4月13日）
- 押しに弱い新任女教師 大橋未久（4月13日）
- ドリームウーマン76 葵ちひろ（4月13日）
- ドリームウーマン77 妃悠愛（5月1日）
- 愛しのザーメン 来栖ケイト（5月13日）
- ドリームウーマン78 Hitomi（6月1日）
- 真性レズビアン処女喪失 松乃涼（7月1日）
- 精飲M女 若葉くるみ（7月13日）
- ザーメン酔拳 つぼみ （7月13日）
- 最後は、のど射 大沢美加（7月13日）
- 精飲M女 妃悠愛（8月1日）
- ドリームウーマン 10周年記念初ぶっかけSpecial 周防ゆきこ（9月1日）
- 究極美少女×初大量ごっくん 105発ゴックン挑戦 くるみひな（9月1日）
- 嫁の連れ子とヤルために再婚した俺。 鈴木きあら（12月1日）
- ドリームウーマン79 10周年記念 解禁ぶっかけSpecial きよみ玲（12月1日）
- おしゃぶり学級委員長 亜梨（12月1日）
- すっぴんぶっかけ 大沢美加（12月13日）

#### 2011年
- ドリームウーマン80 佐山愛（1月1日）
- イラマチオ 最後は、のど射 弘前亮子（1月13日）
- 大量ごっくん231発 大沢美加（3月1日）
- 西尾ゆ○り似の女子アナに白濁ぶっかけ 西尾かおり（5月13日）
- 亜梨ちゃんに逢いたくて… AV引退作（6月1日）
- ドリームウーマン81 青山ローラ（6月1日）
- ドリームウーマン82 石川流花（10月1日）
- AV引退。大沢美加（11月1日）
- ドリームウーマン83 仁科百華（11月1日）
- イラマチオ 最後は、のど射 つぼみ（11月1日）
- すっぴんぶっかけ 羽月希（12月1日）

#### 2012年
- ドリームウーマン84 秋野千尋（1月1日）
- ぶっかけ部屋 みづなれい（1月13日）
- 本物テレビレポーターに白濁ぶっかけ 北川はるか（2月1日）
- ドリームウーマン85 特別版 笠木忍（2月13日）
- ぶっかけ部屋 黒木いちか（3月1日）
- こんな美少女にザーメンぶっかけてみたい… 愛内希（4月1日）
- ドリームウーマン86 河合こころ（4月13日）
- イラマチオ 最後は、のど射 篠めぐみ（6月1日）
- ドリームウーマン87 上原結衣（7月1日）
- ドリームウーマン88 更田まき（7月13日）
- 布団の中で密着性交 宇佐美なな（8月1日）
- ドリームウーマン89 二宮沙樹（8月13日）

#### 2013年
- 可愛くて反応が良いぶっかけとごっくん 彩城ゆりな（3月13日）
- ドリームウーマン90 上原保奈美（4月1日）
- ドリームウーマンVol.91 里美ゆりあ（5月13日）

### アイデアポケット
- Angel 深芳野（2003年1月15日）
- DIGITAL CHANNEL 苺みるく（2004年7月8日）
- Semen Drunker 綾乃梓（2005年4月8日）

#### 2006年
- DIGITAL CHANNEL 羽田夕夏（4月1日）
- DIGITAL CHANNEL 桜川満月（5月1日）
- DIGITAL CHANNEL 伊藤あずさ（6月1日）
- 黒澤あららのぶっかけFUCK BEST（7月1日）
- DIGITAL CHANNEL 三浦亜沙妃（7月1日）
- DIGITAL CHANNEL 上原優実（8月1日）
- DIGITAL CHANNEL 原千尋（愛咲れいら）（9月1日）
- DIGITAL CHANNEL 未来（10月1日）
- DIGITAL CHANNEL 前田千春（11月1日）
- DIGITAL CHANNEL 大城舞衣子（12月1日）

#### 2007年
- DIGITAL CHANNEL 今野梨乃（2月1日）
- 悶絶講習会 白咲ひなの（3月1日）
- DIGITAL CHANNEL あいだゆあ（3月1日）
- 100発の精子飲む 今野梨乃（4月1日）
- DIGITAL CHANNEL 歩原らいと（4月1日）
- DIGITAL CHANNEL 京野明日香（5月1日）
- DIGITAL CHANNEL 杉崎夏希（6月1日）
- 長身×コスプレ×ぶっかけ 歩原らいと（7月1日）
- リオの絶叫カーニバル 長谷川リオ（9月1日）
- 「白い恋人」 さとうはるな（11月1日）
- 100発の精子飲む 長谷川リオ（11月1日）
- ORGASM BOOSTER 愛嶋リーナ（11月1日）
- 100発の精子飲む 伊川なち（12月1日）
- SANTA BITCH WORLD! 愛嶋リーナ（12月1日）
- DIGITAL CHANNEL 二宮沙樹（12月1日）

#### 2008年
- 100発の精子飲む 三浦亜沙妃（1月1日）
- DIGITAL CHANNEL 片瀬まこ（1月1日）
- 白の巨塔 黒澤あららのぶっかけ作品集（4月1日）[9]
- 100発の精子飲む 片瀬まこ（5月1日）
- DIGITAL CHANNEL 小川あさ美（12月1日）

#### 2009年
- 白の巨塔2 黒澤あららのぶっかけ作品集（2月1日）
- DIGITAL CHANNEL 栗林里莉（3月1日）
- DIGITAL CHANNEL ☆LUNA☆（9月1日）
- DIGITAL CHANNEL かすみ果穂（10月1日）
- 芸能人美女の大量ぶっかけ&大量ごっくん AYA（11月1日）
- DIGITAL CHANNEL 麻生香月（11月1日）
- DIGITAL CHANNEL 松島かえで（12月1日）

#### 2010年
- DIGITAL CHANNEL 黒木いちか（1月1日）
- DIGITAL CHANNEL 天海つばさ（2月1日）
- DIGITAL CHANNEL 美咲みゆ（4月1日）
- DIGITAL CHANNEL DC69 横山美雪（5月1日）
- 100発の精子飲む つぼみ （6月1日）
- DIGITAL CHANNEL DC70 一ノ瀬アメリ（6月1日）
- DIGITAL CHANNEL 希志あいの（7月1日）
- 100発の精子飲む 一ノ瀬アメリ（8月1日）
- DIGITAL CHANNEL 希美まゆ（9月1日）
- 100発の精子飲む 管野しずか（10月1日）
- DIGITAL CHANNEL 今井ひろの（10月1日）
- 引退直前企画 100発の精子飲む nao.（11月1日）
- DIGITAL CHANNEL Maika（11月1日）
- 100発の精子飲む 黒木いちか（12月1日）
- 美咲みゆファン感謝祭ぶっかけ（12月1日）
- DIGITAL CHANNEL 藤崎りお（12月1日）

#### 2011年
- DIGITAL CHANNEL 初音みのり（1月1日）
- DIGITAL CHANNEL Rio（2月1日）
- DIGITAL CHANNEL 双葉あみ・まみ（3月1日）
- DIGITAL CHANNEL 大橋未久（6月1日）
- DIGITAL CHANNEL 木下柚花（7月1日）
- DIGITAL CHANNEL DC84 成瀬心美（9月1日）
- DIGITAL CHANNEL DC85 原田明絵（10月1日）
- DIGITAL CHANNEL DC86 浅唐あく美（11月1日）
- DIGITAL CHANNEL DC87 梨々衣（12月1日）

#### 2012年
- 精子制裁 紺野朋美（1月1日）
- DIGITAL CHANNEL DC89 桜りお（2月1日）
- 断り切れずにヤラせちゃう女 私押しに弱いんです 希志あいの（3月1日）
- DIGITAL CHANNEL DC91 安城アンナ（4月1日）
- 100発の精子飲む 村上涼子（5月1日）
- 100発の精子飲む 乙音奈々（6月1日）
- DIGITAL CHANNEL DC94 前田かおり（7月1日）
- DIGITAL CHANNEL DC95 KAORI（8月1日）
- DIGITAL CHANNEL DC96 織田真子（9月1日）
- 100発の精子飲む 北川瞳（10月1日）
- DIGITAL CHANNEL DC97 丘咲エミリ（10月1日）
- DIGITAL CHANNEL DC98 星美りか（11月1日）

#### 2013年
- 白の巨塔4 ザーメン巨匠黒澤あらら×S級女優8時間ぶっかけスペシャル!（1月1日）
- 100発の精子飲む 上原亜衣（4月19日）
- DIGITAL CHANNEL DC104 並木優（5月1日）

### エスワン
- ラブラブデート 持田茜（しじみ） 初ごっくん/プチ露出/大量潮吹き（2004年12月11日）

2005年
- 胸キュン 小川流果 流果はスケベな子猫ちゃん（1月11日）
- ギリモザ 蒼井そら 僕だけの蒼井そら（2月11日）
- ギリギリモザイク 早咲まみ 学校でセックスしよっ（3月11日）

2006年
- ギリギリモザイク 安部ちなつ 敏感 ～逃したチンポは大きいぞ!～（3月7日）
- ギリギリモザイク バコバコ乱交6 詩織（4月7日）
- ギリギリモザイク 6つのコスチュームでパコパコ! 鳴海すず（6月19日）
- ギリギリモザイク バコバコ乱交11 涼果りん（8月19日）
- 処女×ギリギリモザイク 最終章 精飲妊娠 さくら紗希（8月19日）
- ギリギリモザイク 僕だけのゆま 麻美ゆま（9月7日）
- ギリギリモザイク 20コスチュームでパコパコ! 涼果りん（11月19日）

2007年
- ギリギリモザイク エロい女の絶叫FUCK 西野翔（1月7日）
- ギリギリモザイク 僕だけのまりん 秋月まりん（4月19日）

2012年
- どろどろ 濃厚汁だくセックス 堀咲りあ（3月7日）
- 爆乳青姦露出 西條るり（3月19日）
- ものすごい顔射、ものすごいお掃除フェラ。 鶴田かな（4月7日）

### 百花美人
2009年
- 美性本能 小向まな美（3月13日）
- 揉みしだき淫乱巨乳 雪乃（6月13日）
- 潮噴く私を止めて下さい 「噴き正直なアソコ」 小向まな美（7月13日）
- 「癒しの下半身」 潮吹き家政婦のご奉仕セックス 小向まな美（8月13日）
- 羞恥コスプレ 小向まな美（10月13日）
- 欲求不満な若妻 淫汁ワイフ 小向まな美（12月13日）

### エムズビデオグループ
2009年
- ごっくんマニア 辻本りょう（7月19日）
- 汚したくなる顔、飲ませたくなるオクチ 早乙女ルイ（8月19日）
- 励ましゴックン♡癒しのゴックン 雪見紗弥（9月19日）
- 飲尿精飲エムズ便器 桜あい（11月19日）
- 丁寧ゴックン♡じっくりお掃除 つぼみ（12月19日）

2010年
- 癒しのゴックン♡じっくりお掃除 水城奈緒（3月19日）
- 監禁×調教×精飲M奴隷 大沢美加（5月19日）
- お兄ちゃん大好き妹のご奉仕ゴックン 篠めぐみ（8月19日）
- 無垢ゴックン 進藤みく（10月19日）
- 監禁×調教×精飲M奴隷 早乙女らぶ（12月19日）

2011年
- マニアが撮影した精飲ビデオ!! 大沢美加（1月19日）
- 無垢ゴックン 鈴木なつ（1月19日）
- 精飲屋敷のお嬢様 舞野まや（2月19日）
- 女子校生 精飲Mペット つくし（3月19日）
- 監禁×調教×精飲M奴隷 西野まお（5月19日）
- Shock!ホイップ 香月悠梨（2013年2月19日）

### その他
アタッカーズ
- 女子校生 ザーメン凌辱白書 上原留華（2004年12月8日）
- 女子校生 ザーメン凌辱白書2 月神サラ（2006年3月7日）

ナチュラルハイ
- ごっくん100発 精子を奪い合う女たち（2007年8月4日）
- ザーメンブラックホール（2008年7月17日）

ダスッ!
- 清純派女子校生中出しレイプ 前乃さとみ（2008年2月25日）
- 巨乳女教師中出しレイプ 水城奈緒（7月25日）

その他
- ドリームウーマン 小泉麻由（2002年11月28日、MAT）
- 美少女!ロリ!痴女!ギャル!爆乳!各ジャンル代表人気女優対抗大乱交 成瀬心美 つぼみ 小坂めぐる 泉麻那 乃亜（2012年5月1日、ズッコン/バッコン）
- 元アイドルユニット候補生 加護芽衣がご奉仕するファン感謝祭!!（5月11日、マックスエー）
- 濃厚精液シャワー120発スペシャル 秋吉ひな（11月7日、プレミアム）
- 私、生徒たちに中出しレイプされました… 東尾真子（2013年1月1日、ワンズファクトリー）